# Виргинская циклура
Виргинская циклура (лат. Cyclura pinguis) — один из видов циклур, классифицированный американским учёным Томасом Барбуром.
В настоящее время ареал вида — остров Анегада, ранее вид обитал на других Виргинских островах и Пуэрто-Рико. Из-за небольшой площади территории, к тому же хорошо освоенной человеком (на острове встречаются дикие козы, кошки), а также малой численности (200—300 особей), охранный статус вида считается критическим (CR).
По размерам представители вида иногда достигают 56 см. Обычно самка откладывает 12—16 яиц в нору, после чего некоторые самки погибают. Замечено, что в дикой природе самцов примерно в два раза больше. Питается виргинская циклура обычно растительной пищей, но при нехватке кормов может употреблять и беспозвоночных.
Предполагается также снова поселить популяцию на соседние острова.